# Kreiz Breizh Elites Féminin
Kreiz Breizh Elites Féminin ist ein französisches Eintagesrennen im Straßenradsport der Frauen.
Das Rennen findet seit 2018 zunächst unter dem Namen Tour de Belle Isle en Terre-Kreiz Breizh Elites Dames jährlich in der französischen Region Bretagne statt. Die Erstaustragung war ein Eintagesrennen, 2019 wurde das Rennen um einen Tag erweitert und als Etappenrennen der Kategorie 2.2 ausgetragen. 2022 wurde der Wettbewerb in Kreiz Breizh Elites Féminin umbenannt und wieder auf einen Tag verkürzt. Seitdem ist das Rennen in die Kategorie 1.1 eingestuft.
Organisiert wird das Rennen vom Organisator der Männerradsportveranstaltung Kreiz Breizh Elites.

## Palmarès
| Jahr | Siegerin           | Zweite            | Dritte           |          |
| ---- | ------------------ | ----------------- | ---------------- | -------- |
| 2018 | Dani Christmas     | Maëlle Grossetête | Sofie De Vuyst   |          |
| 2019 | Teniel Campbell    | Anna Henderson    | Ingvild Gåskjenn |          |
| 2020 | abgesagt           | abgesagt          | abgesagt         | abgesagt |
| 2021 | Anna Henderson     | Floortje Mackaij  | Anouska Koster   |          |
| 2022 | Emma Norsgaard     | Silvia Persico    | Marie Le Net     |          |
| 2023 | Giorgia Vettorello | Quinty Schoens    | Barbara Malcotti |          |
| 2024 | Anouska Koster     | Alice Wood        | Marta Jaskulska  |          |
| 2025 |                    |                   |                  |          |